# Alex Jones
Alexander Emerick Jones (sinh ngày 11 tháng 2 năm 1974) là một người dẫn chương trình radio cực hữu kiêm nhà lý thuyết âm mưu người Mỹ. Tạp chí New York mô tả Jones là "nhà lý thuyết âm mưu hàng đầu ở Hoa Kỳ", và Trung tâm Luật Nghèo đói miền Nam mô tả ông là "người đẻ ra nhiều thuyết âm mưu nhất Hoa Kỳ ngày nay". Ông là người dẫn chương trình của The Alex Jones Show ở Austin, Texas. Genesis Communications Network (GCN) là mạng truyền thông phát sóng chương trình này trên khắp Hoa Kỳ và trực tuyến. Thuyết âm mưu và tin giả là những thứ hình thành nên trang web InfoWars của Jones. Ngoài ra, Jones còn có 2 trang web khác là NewsWars và PrisonPlanet.
Jones đã cổ xúy cho nhiều thuyết âm mưu cáo buộc chính phủ Hoa Kỳ che đậy thông tin hoặc hoàn toàn làm sai lệch tin tức về vụ xả súng hàng loạt ở Trường tiểu học Sandy Hook năm 2012, vụ đánh bom ở thành phố Oklahoma năm 1995, sự kiện ngày 11 tháng 9, và sự kiện đổ bộ lên Mặt Trăng năm 1969. Ông còn tuyên bố rằng một số chính phủ và doanh nghiệp lớn đã thông đồng để thiết lập nên "Trật tự thế giới mới" thông qua việc "gây ra các cuộc khủng hoảng kinh tế, tạo ra thiết bị giám sát tinh vi và — trên hết — là thực hiện các cuộc tấn công khủng bố ngầm để gây kích động hết mức có thể".
Các nguồn tin chính thống mô tả Jones là một người bảo thủ, cực hữu, alt-right, và là một nhà lý thuyết âm mưu. John tự nhận mình là người theo chủ nghĩa bảo thủ cổ điển (paleoconservatism) và chủ nghĩa tự do. Tuy nhiên, một vài người theo chủ nghĩa tự do lại cho rằng Jones không theo chủ nghĩa này.
Mặc dù là người phê bình chính sách an ninh và đối ngoại của Đảng Dân chủ và Đảng Cộng hòa trong một thời gian dài, nhưng Jones đã ủng hộ chiến dịch tranh cử tổng thống năm 2016 của Donald Trump. Ông còn tiếp tục ủng hộ Trump như một vị cứu tinh khỏi một nhóm tội phạm lưỡng đảng đang chi phối chính phủ liên bang. Dù vậy, Jones không đồng tình với một số chính sách của Trump, có thể kể đến là cuộc không kích chống lại chế độ Assad. Jones nhiệt tình ủng hộ việc Donald Trump tái đắc cử, thể hiện qua sự hậu thuẫn cho các cáo buộc gian lận bầu cử tổng thống năm 2020. Ngày 6 tháng 1 năm 2021, ông làm diễn giả tại cuộc biểu tình ở Công viên Quảng trường Lafayette ủng hộ Trump, trước khi xảy ra bạo loạn tại Điện Capitol.

## Kết tội phỉ báng
Sau vụ xả súng ở trường tiểu học Sandy Hook ngày 14 tháng 12 năm 2012 khiến 20 trẻ em thiệt mạng, Jones tuyên bố vụ giết người hàng loạt thực sự được dàn dựng bởi chính quyền Obama khi đó sử dụng các diễn viên để hạn chế quyền sở hữu súng và để thiết lập một chế độ độc tài. Những người thân của nạn nhân là những kẻ nói dối được trả tiền. Dựa trên những cáo buộc này, vào mùa xuân năm 2018, cha mẹ của sáu đứa trẻ bị giết ở Sandy Hook đã đệ đơn kiện Jones tội phỉ báng.  Jones nói rằng ông ta "chỉ chỉ trích các mối quan hệ công chúng và cuộc tranh luận về Sandy Hook, nhưng nhanh chóng tin rằng vụ giết người hàng loạt thực sự đã xảy ra, ngay cả khi điều này bị công chúng nghi ngờ". Ông ta bị kết án ở Connecticut vì lời khai của mình, và Tòa án Tối cao Hoa Kỳ đã giữ nguyên phán quyết của Connecticut vào tháng 6 năm 2021.
Một bồi thẩm đoàn lớn của Texas phê phán cho cha mẹ của một cậu bé bị sát hại ở Sandy Hook số tiền thiệt hại 4,1 triệu đô la vào ngày 4 tháng 8 năm 2022. Một ngày sau, ông ta bị buộc phải trả thêm 45,2 triệu đô la tiền bồi thường thiệt hại nhằm mục đích trừng phạt và răn đe.
Vào ngày 12 tháng 10 năm 2022, Jones được lệnh phải trả 965 triệu đô la cho 8 gia đình nạn nhân và một đặc vụ FBI .